# Selezione maschile di football americano della Catalogna
La selezione di football americano della Catalogna è la selezione maggiore maschile di football americano della FCFA.
Non rappresenta la Catalogna in nessuna competizione ufficiale organizzata della federazione internazionale IFAF o europea IFAF Europe. In queste competizioni la Catalogna partecipa all'interno dalla Nazionale di football americano della Spagna.

## Dettaglio stagioni

### Amichevoli
| Stagione | Vin | Par | Per | Tot | PF   | PS   | avversaria                                                                            |
| -------- | --- | --- | --- | --- | ---- | ---- | ------------------------------------------------------------------------------------- |
| 1992     | ?   | ?   | ?   | 1   | ?    | ?    | Ours de Toulouse                                                                      |
| 2000     | 1   | 0   | 0   | 1   | ?    | ?    | Coyotes de Santurtzi                                                                  |
| 2014     | 0   | 0   | 1   | 1   | 26   | 36   | Paesi Bassi                                                                           |
| 2019     | 1   | 0   | 0   | 1   | 30   | 0    | [[Selezione maschile di football americano Template:Naz/FR-PAC\|Template:Naz/FR-PAC]] |
| Totale   | 2+? | 0+? | 1+? | 4   | 56+? | 36+? |                                                                                       |

Fonte: americanfootballitalia.com

### Riepilogo partite disputate
| Anno            | Luogo       | Evento     | Fase del torneo | Incontro | Risultato |
| 1992            | Terrassa    | Amichevole |                 | Catalogna - Ours de Toulouse | ? - ?     |
| luglio 2000     | Santurtzi   | Amichevole |                 | Coyotes de Santurtzi - Catalogna | p - v     |
| 18 ottobre 2014 | Gerona      | Amichevole |                 | Catalogna - Paesi Bassi | 26 - 36   |
| 8 giugno 2019   | Montpellier | Amichevole |                 | [[File:Template:Naz/FR-PAC\|class=noviewer\|Template:Naz/FR-PAC (bandiera)\|20x16px]] [[Selezione maschile di football americano Template:Naz/FR-PAC\|Template:Naz/FR-PAC]] - Catalogna | 0 - 30    |

## Confronti con le altre Nazionali
Questi sono i saldi della Catalogna nei confronti delle Nazionali incontrate.

### Saldo positivo
| Nazionale | Giocate | Vinte | Pareggiate | Perse | PF | PS | Ultima vittoria | Ultimo pari | Ultima sconfitta |
| --- | ------- | ----- | ---------- | ----- | -- | -- | --------------- | ----------- | ---------------- |
| [[File:Template:Naz/FR-PAC\|class=noviewer\|Template:Naz/FR-PAC (bandiera)\|20x16px]] [[Selezione maschile di football americano Template:Naz/FR-PAC\|Template:Naz/FR-PAC]] | 1       | 1     | 0          | 0     | 30 | 0  | 2019            | -           | -                |

### Saldo negativo
| Nazionale   | Giocate | Vinte | Pareggiate | Perse | PF | PS | Ultima vittoria | Ultimo pari | Ultima sconfitta |
| ----------- | ------- | ----- | ---------- | ----- | -- | -- | --------------- | ----------- | ---------------- |
| Paesi Bassi | 1       | 0     | 0          | 1     | 26 | 36 | -               | -           | 2014             |